# Hoisdorf
Hoisdorf település Németországban, Schleswig-Holstein tartományban. Lakosainak száma 3560 fő (2023. december 31.). Hoisdorf Großensee (Holstein) és Siek (Holstein) községekkel határos.

## Népesség
A település népességének változása:
| Lakosok száma | 2865 | 3493 | 3594 | 3537 | 3543 | 3560 |
|               | 1975 | 2017 | 2019 | 2021 | 2022 | 2023 |